# Challenge Cup Pan-Americano de Hóquei sobre a grama Masculino de 2015
O Challenge Cup Pan-Americano de Hóquei sobre a grama Masculino de 2015 foi a segunda edição deste torneio, sendo o mesmo administrado e patrocinado pela Federação Pan-Americana de Hóquei (PAHF). A sede foi o Peru, com as partidas sendo realizadas na cidade do Chiclayo em seu campo oficial, localizado no Colégio San José.
A seleção brasileira conquistou o título deste campeonato, sendo o primeiro na história deste desporto para o país.

## Regulamento e participantes
Este campeonato possuiu fases distintas. Na primeira, os participantes foram divididos em dois grupos com quatro integrantes cada, enfrentando-se no sistema de pontos corridos dentro de suas chaves. Os dois melhores de cada avançaram às semi-finais, quanto os terceiro e quarto colocados dos grupos foram para a disputa do quinto ao oitavo lugar. A etapa final reservou as disputas sétimo ao terceiro lugar, além da decisão pelo título.
Além dos anfitriões do Peru, estiveram presentes ao torneio as seleções de Brasil, Equador, Guiana, Panamá, Porto Rico, Uruguai e Venezuela (Barbados estava listado mas acabou declinando). Este Challenge Cup outorgou, aos dois primeiros colocados, vagas diretas para a Copa Pan-Americana de 2017, disputada na cidade de Lancaster, nos Estados Unidos.

## Jogos
Seguem-se, abaixo, as partidas realizadas nesta competição.

### Primeira fase

#### Grupo A
1ª rodada
| 3 de outubro |      |        |         |  |  |
| Brasil       | 18–0 | Panamá | Reporte |  |  |

| 3 de outubro |     |        |         |  |  |
| Porto Rico   | 2–2 | Guiana | Reporte |  |  |

2ª rodada
| 5 de outubro |      |        |         |  |  |
| Panamá       | 0–14 | Guiana | Reporte |  |  |

| 5 de outubro |     |        |         |  |  |
| Porto Rico   | 1–5 | Brasil | Reporte |  |  |

3ª rodada
| 6 de outubro |     |        |         |  |  |
| Brasil       | 2–2 | Guiana | Reporte |  |  |

| 6 de outubro |      |            |         |  |  |
| Panamá       | 0–12 | Porto Rico | Reporte |  |  |

#### Classificação final - Grupo A
| Equipe     | Pts | J | V | E | D | GF | GC | Saldo |
| ---------- | --- | - | - | - | - | -- | -- | ----- |
| Brasil     | 7   | 3 | 2 | 1 | 0 | 25 | 3  | +22   |
| Guiana     | 5   | 3 | 1 | 2 | 0 | 18 | 4  | +14   |
| Porto Rico | 4   | 3 | 1 | 1 | 1 | 15 | 7  | +8    |
| Panamá     | 0   | 3 | 0 | 0 | 3 | 0  | 44 | -44   |

- Convenções: Pts = pontos, J = jogos, V = vitórias, E = empates, D = derrotas, GF = gols feitos, GC = gols contra, Saldo = diferença de gols.
- Critérios de pontuação: vitória = 3, empate = 1, derrota = 0.
- Brasil e Guiana avançaram às semifinais.

#### Grupo B
1ª rodada
| 4 de outubro |     |      |         |  |  |
| Uruguai      | 3–3 | Peru | Reporte |  |  |

| 4 de outubro |      |         |         |  |  |
| Venezuela    | 20–0 | Equador | Reporte |  |  |

2ª rodada
| 6 de outubro |      |         |         |  |  |
| Peru         | 11–0 | Equador | Reporte |  |  |

| 6 de outubro |     |         |         |  |  |
| Venezuela    | 3–0 | Uruguai | Reporte |  |  |

3ª rodada
| 7 de outubro |      |         |         |  |  |
| Uruguai      | 22–1 | Equador | Reporte |  |  |

| 7 de outubro |     |           |         |  |  |
| Peru         | 1–5 | Venezuela | Reporte |  |  |

#### Classificação final - Grupo B
| Equipe    | Pts | J | V | E | D | GF | GC | Saldo |
| --------- | --- | - | - | - | - | -- | -- | ----- |
| Venezuela | 9   | 3 | 3 | 0 | 0 | 28 | 1  | +27   |
| Uruguai   | 4   | 3 | 1 | 1 | 1 | 25 | 7  | +18   |
| Peru      | 4   | 3 | 1 | 1 | 1 | 15 | 8  | +7    |
| Equador   | 0   | 3 | 0 | 0 | 3 | 1  | 53 | -52   |

- Convenções: Pts = pontos, J = jogos, V = vitórias, E = empates, D = derrotas, GF = gols feitos, GC = gols contra, Saldo = diferença de gols.
- Critérios de pontuação: vitória = 3, empate = 1, derrota = 0.
- Venezuela e Uruguai avançaram às semifinais.

### Segunda fase

#### Crossover 5º ao 8º lugar
C1
| 9 de outubro |     |         |         |  |  |
| Porto Rico   | 8–1 | Equador | Reporte |  |  |

C2
| 9 de outubro |     |        |         |  |  |
| Peru         | 6–0 | Panamá | Reporte |  |  |

#### Semifinais
SF1
| 9 de outubro |     |         |         |  |  |
| Brasil       | 4–0 | Uruguai | Reporte |  |  |

SF2
| 9 de outubro |               |        |         |  |  |
| Venezuela    | 3–3 (pe: 5-4) | Guiana | Reporte |  |  |

### Fase final
Decisão 7º lugar
| 10 de outubro |     |        |         |  |  |
| Equador       | 1–2 | Panamá | Reporte |  |  |

Decisão 5º lugar
| 10 de outubro |               |      |         |  |  |
| Porto Rico    | 1–1 (pe: 1-2) | Peru | Reporte |  |  |

Decisão 3º lugar
| 11 de outubro |               |        |         |  |  |
| Uruguai       | 2–2 (pe: 3-2) | Guiana | Reporte |  |  |

Decisão do título
| 11 de outubro |     |           |         |  |  |
| Brasil        | 1–0 | Venezuela | Reporte |  |  |

- Brasil e Venezuela asseguraram presença na Copa Pan-Americana de 2017.

## Campeão
| Challenge Cup Pan-Americano de 2015 Hóquei sobre a grama masculino |
| ------------------------------------------------------------------ |
| Brasil Campeão (1º título)                                         |